# José María Cabral y Báez
José María Cabral y Báez (1864-1937) fue un abogado, empresario, y político de la República Dominicana.

## Familia y primeros años
Cabral y Báez era hijo de Marco Antonio Cabral y Altagracia Amelia Báez (hija del caudillo Buenaventura Báez);  tuvo 7 hermanos, entre ellos, a Mario Fermín Cabral y Báez. El 17 de noviembre de 1897, contrajo matrimonio con María Petronila Bermúdez y Rochet (hija del venezolano Erasmo Bermúdez, el fundador de la casa licorera que lleva su apellido);  tuvieron 6 niños: Amelia María (1899–1996), Auristela (1901–1988), José María (1902–1984), Marco Antonio (1906–1973), Josefina Eugenia (1910–1994), y Pedro Pablo Cabral Bermúdez (1916–1988). Él también engendró 3 hijos con Estela Navarro: Mairení, José y Raúl Cabral Navarro; con Rafaela Meyreles él procreó 2 niños: Rafael y Enrique Meyreles.

## Carrera
En 1886,  fundó en Santiago la firma de abogados J. M. Cabral y Báez. Fue Ministro de Asuntos Exteriores de julio de 1908 a noviembre de 1911, durante la última mitad de la presidencia de Ramón Cáceres, y ministro durante la corta presidencia de Francisco Henríquez y Carvajal en 1916, antes de la ocupación estadounidense de la República Dominicana (1916–24).